# Seebrücke Prerow

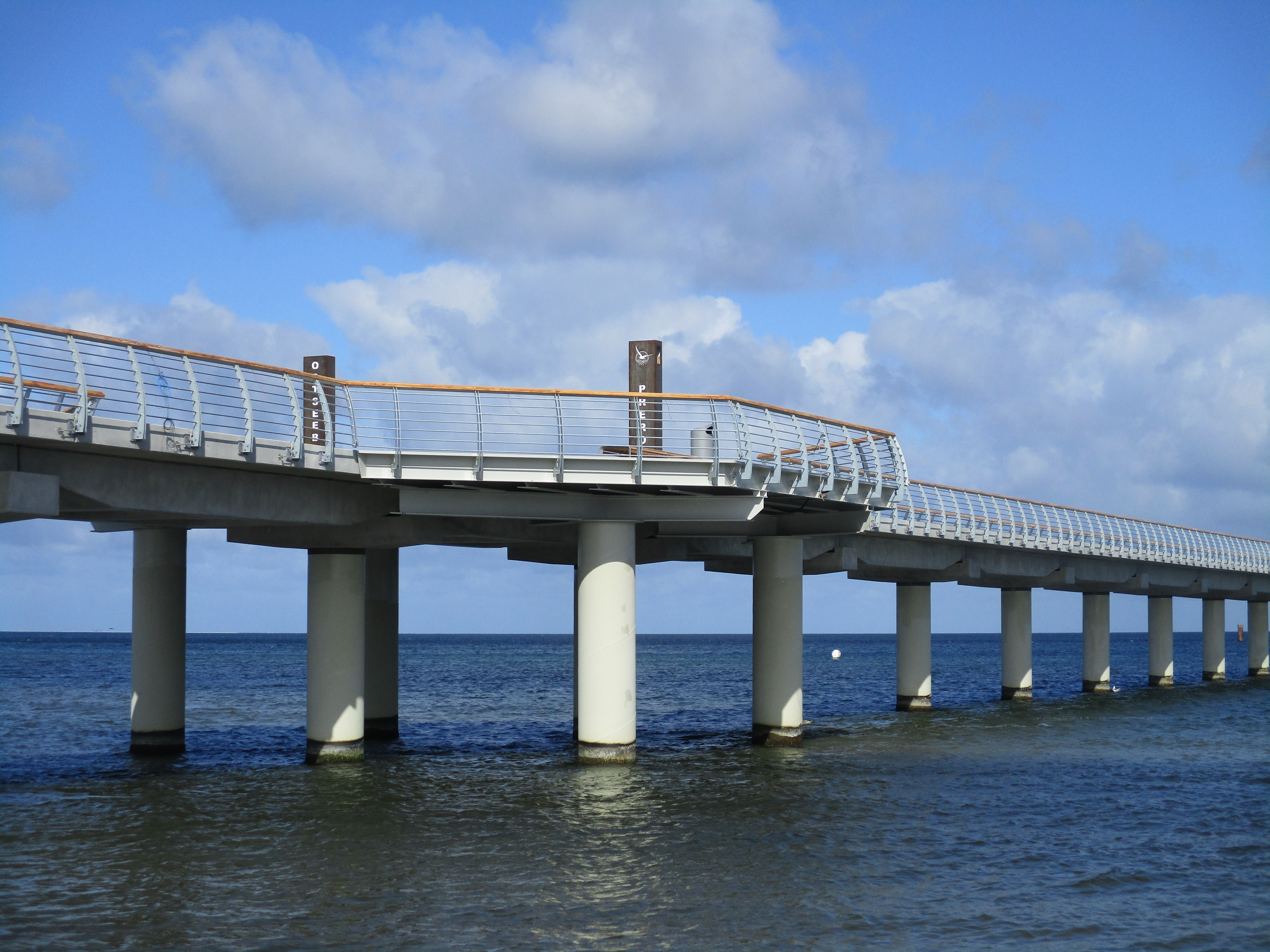
Seebrücke Ostseebad Prerow, September 2024

Die Seebrücke Prerow ist eine Seebrücke im Ostseebad Prerow und ist Teil der Halbinsel Fischland-Darß-Zingst an der Ostsee. Sie wurde nach mehr als zwei Jahren Bauzeit am 16. Oktober 2024 eröffnet und ist mit ihren 720 Metern die längste Seebrücke im Ostseeraum.

## Geschichte

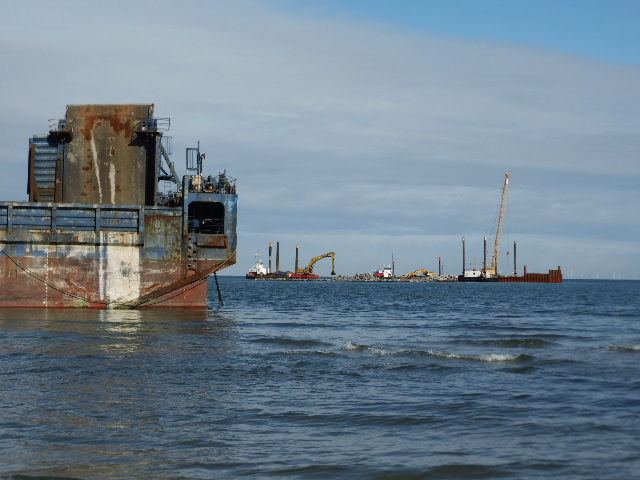
Inselhafen Prerow im Bau. 2023

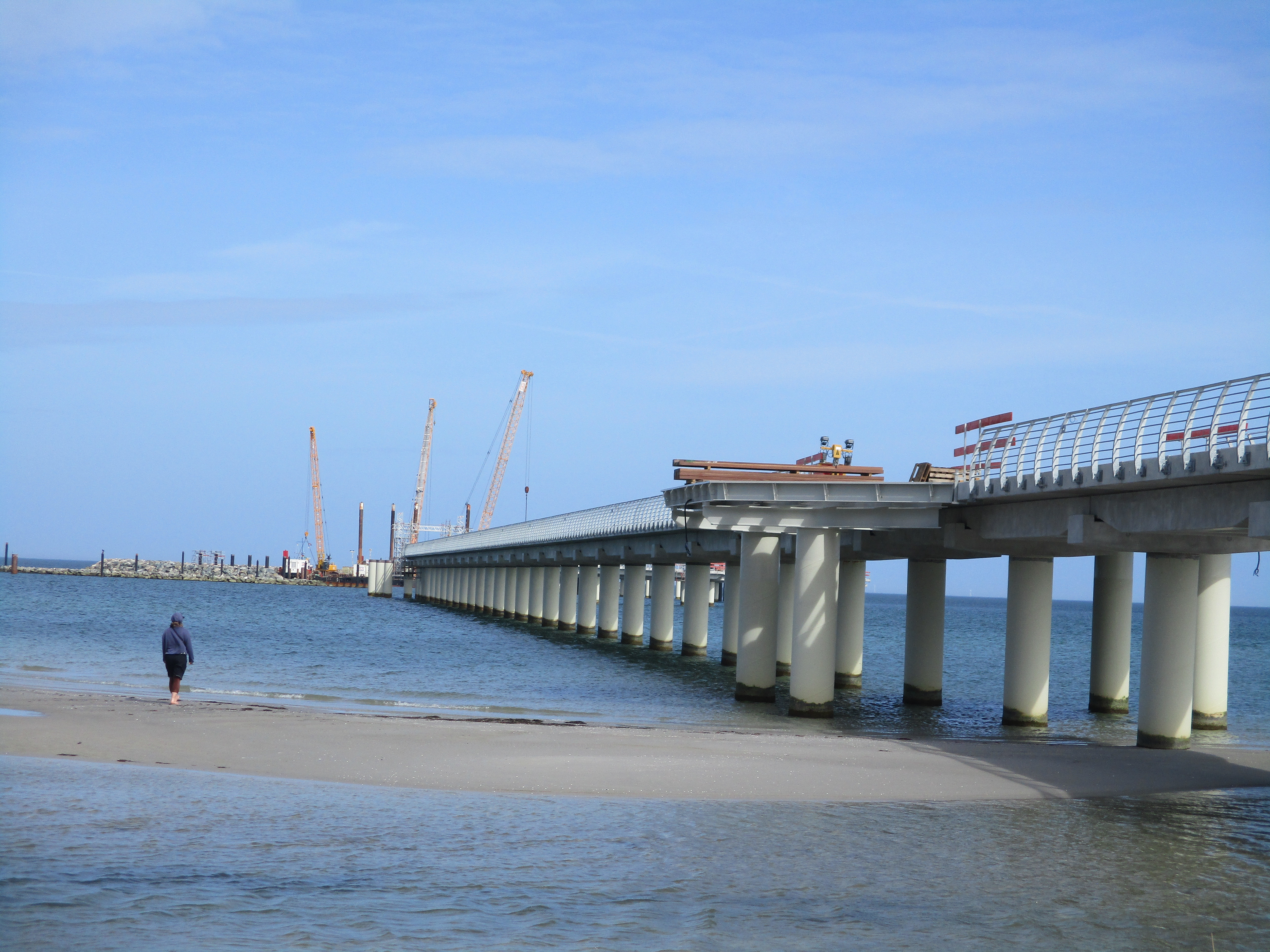
Seebrücke Prerow im Bau. 2024

Ihr gingen verschiedene Segelstege aus Holz am Ort voraus, wie die zahlreichen historischen Fotos u. a. von Alfred Wiese belegen. Die Seebrücken Prerows im Wandel der Zeit beschreibt Bernd Goltings in der 10-jährigen Jubiläumsausgabe „Der Darßer“.
Im Jahr 1993 wurde in Prerow eine 394 Meter lange und 3,50 Meter breite Seebrücke auf Betonpfeilern gebaut. Nachts wurde sie mit Laternen beleuchtet. Ihr Bau wurde mit Mitteln aus dem Gemeinschaftswerk Aufschwung Ost finanziert. Der vorhandene Schiffsanleger wurde durch das Entfernen von Gitterrosten und Treppen unbrauchbar gemacht. Im Januar 2019 wurde die Seebrücke durch den Wintersturm erheblich zerstört, so dass weiteres Betreten teilweise eingeschränkt war.
Die heutige Seebrücke ist auf 87 Pfählen gegründet und mit 4,20 Metern Breite und 720 Metern Länge die längste Seebrücke im Ostseeraum. Sie wurde im Oktober 2024 nach zweijähriger Bauzeit eröffnet.
Am Ort wird alljährlich Ende Mai oder Anfang Juni ein Seebrückenfest veranstaltet.

## Neubau Seebrücke und Inselhafen
Das Land Mecklenburg-Vorpommern hat am 13. Juni 2022 den Auftrag zur Errichtung des Inselhafens vor Prerow erteilt. Bis 2024 entstand neben dem Inselhafen mit Steganlagen und Hafengebäude auch die ca. 720 m lange Seebrücke sowie ein Schiffanleger für den Rettungskreuzer der DGzRS. Der neue landeseigene Inselhafen ersetzt den bereits geschlossenen Nothafen Darßer Ort. Die Kosten einschließlich der Renaturierung des Nothafens belaufen sich auf 46 Mio. Euro. Die neue Prerower Seebrücke läuft mit 4,50 Metern Höhe über der Ostsee verlaufen und soll den Gästen einen besseren Ausblick und dem Wasser weniger Gelegenheit geben, das Bauwerk von unten anzugreifen.
Während der gesamten Bauphase traten durch witterungsbedingte Ereignisse erhebliche Arbeitsausfälle ein. Während des Frühjahrssturms am 27. Februar 2024 riss eine Barge mit Molensteinen aus der Verankerung und strandete unmittelbar neben der Baustelle. Erst am 4. März konnte sie freigeschleppt und die Bauarbeiten wieder fortgesetzt werden.
Die offizielle Eröffnung war für August 2024 geplant und wurde am 16. Oktober nachmittags mit einem Festakt begangen. Kurz vor Sonnenuntergang erfolgte die feierliche Übergabe der Seebrücke und der Seenotrettungskreuzer NIS RANDERS hat mit dem Einlaufen in den Inselhafen seinen künftigen Liegeplatz eingenommen. Mit einem Bürgerfest und Party mit Musik und Licht-Show wurde die nachts illuminierte Seebrücke zünftig eingeweiht.

Eröffnung der Seebrücke und Inselhafen am 16.Oktober 2024
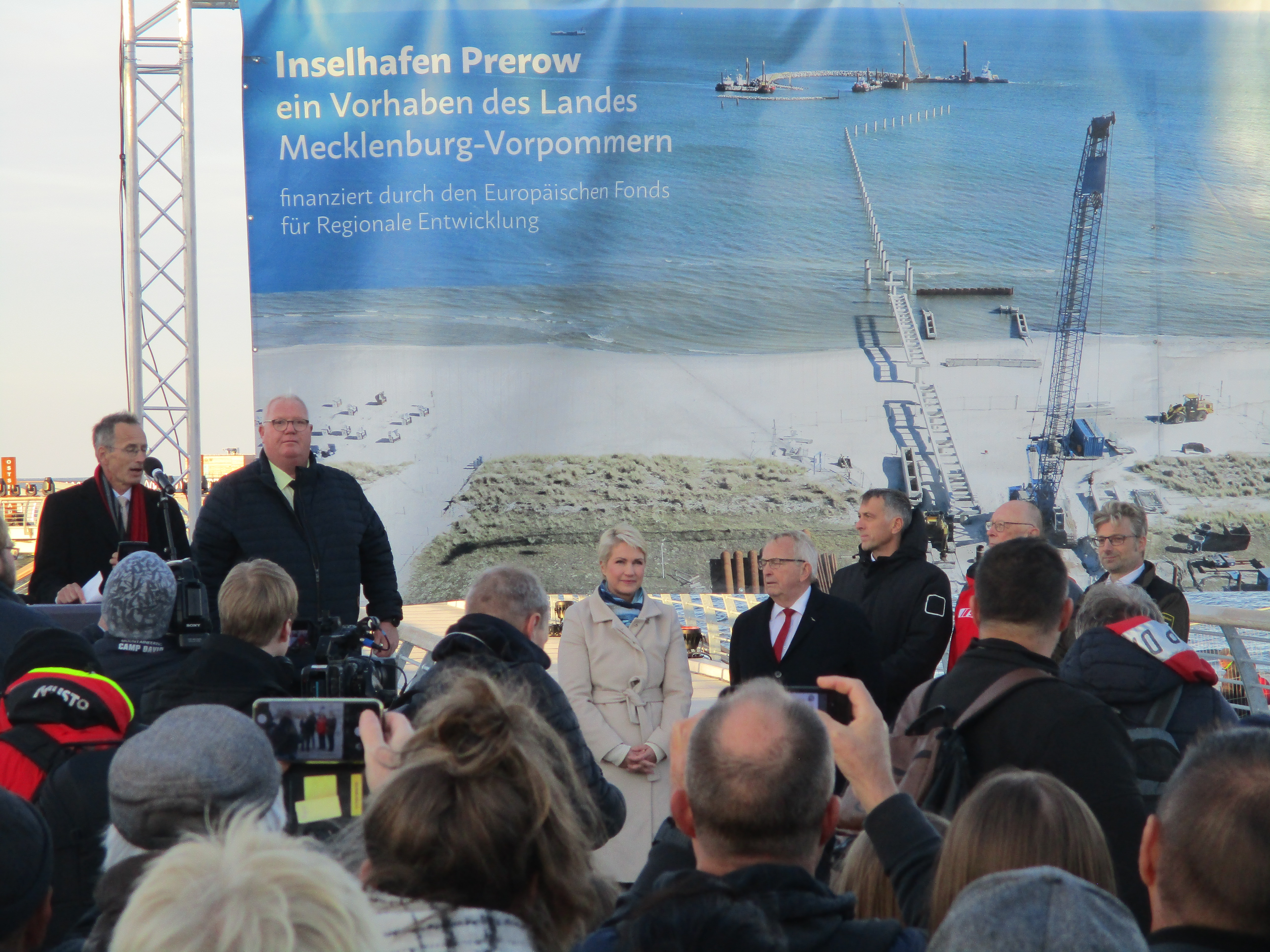
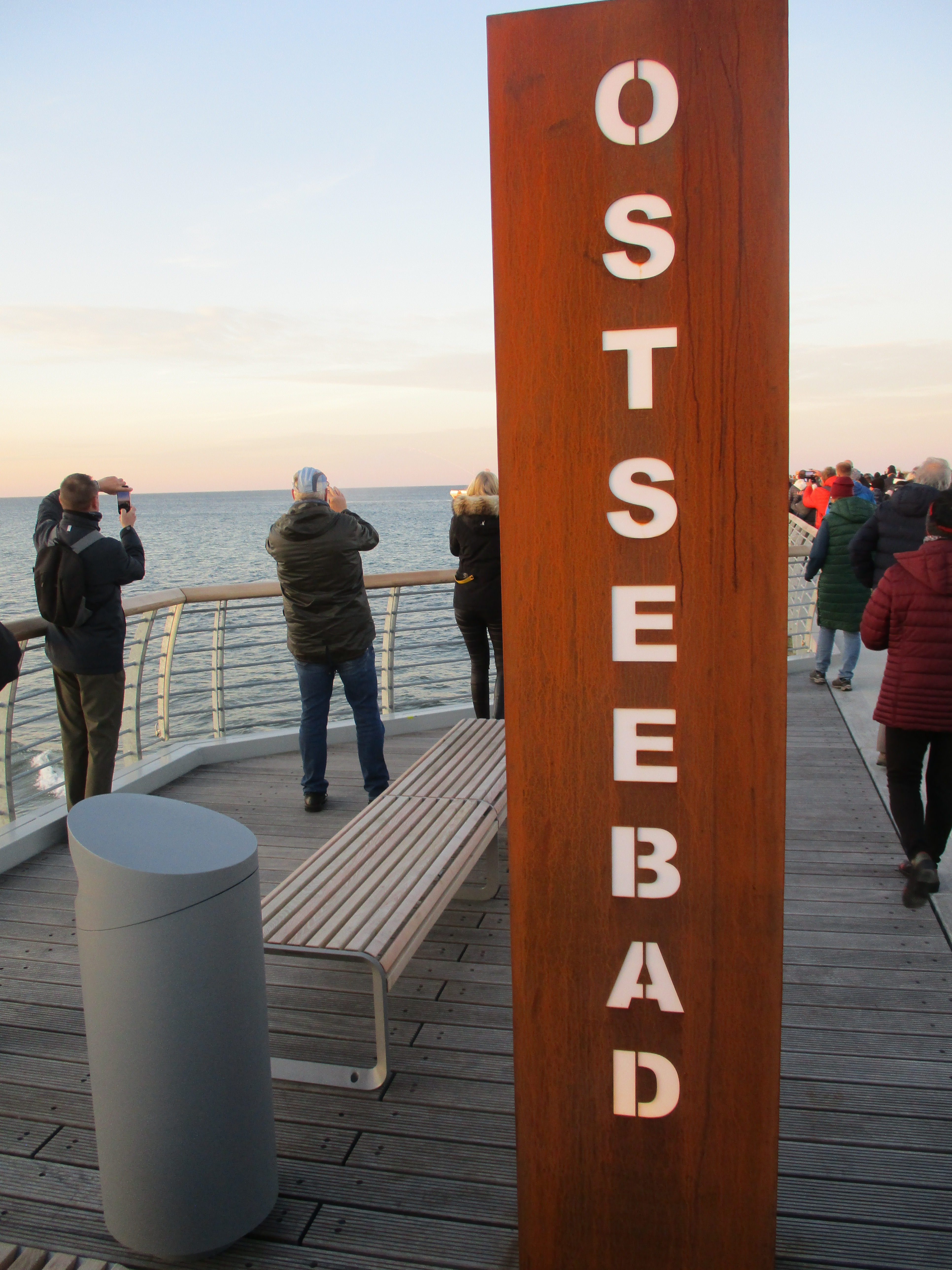
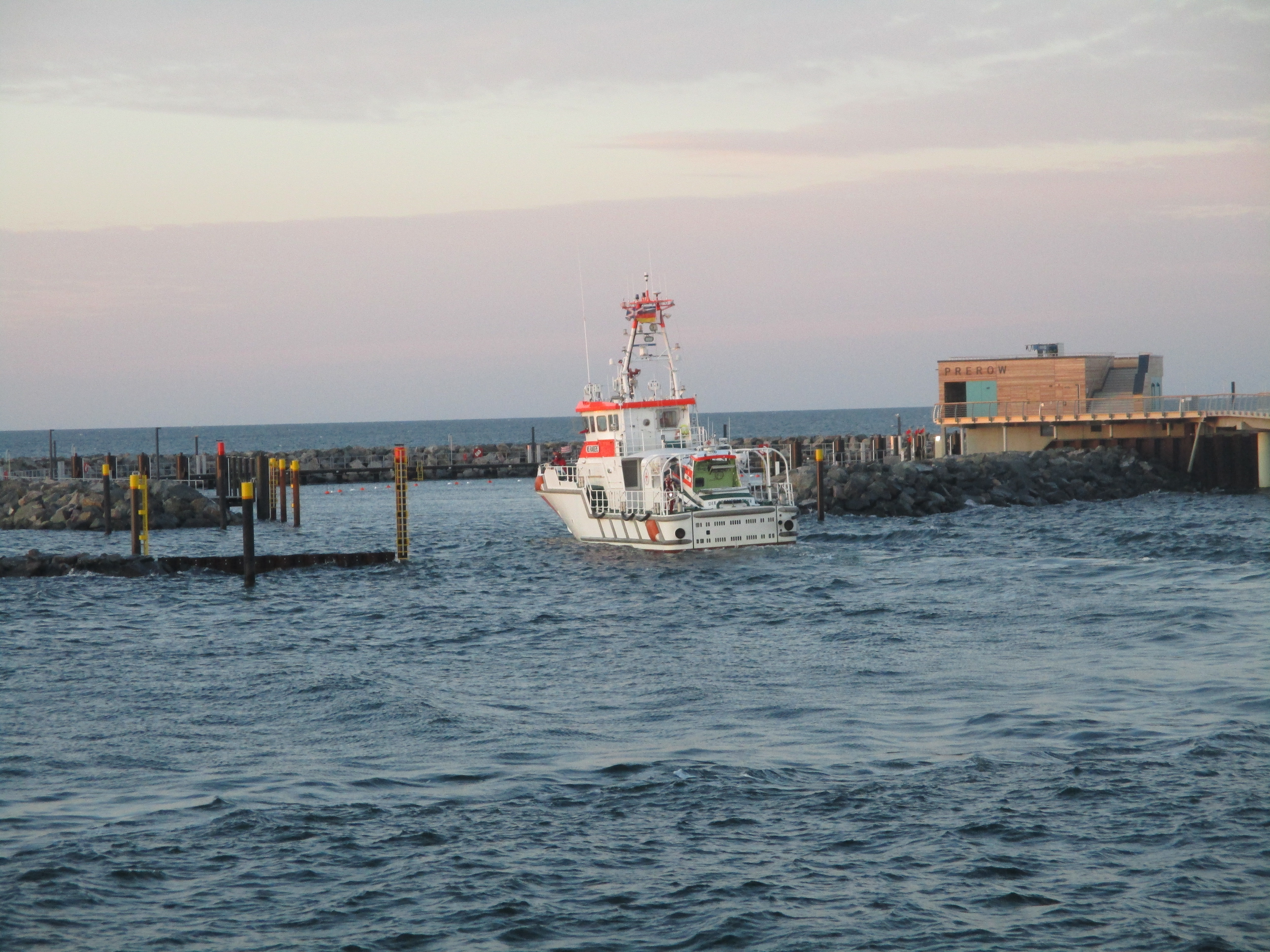
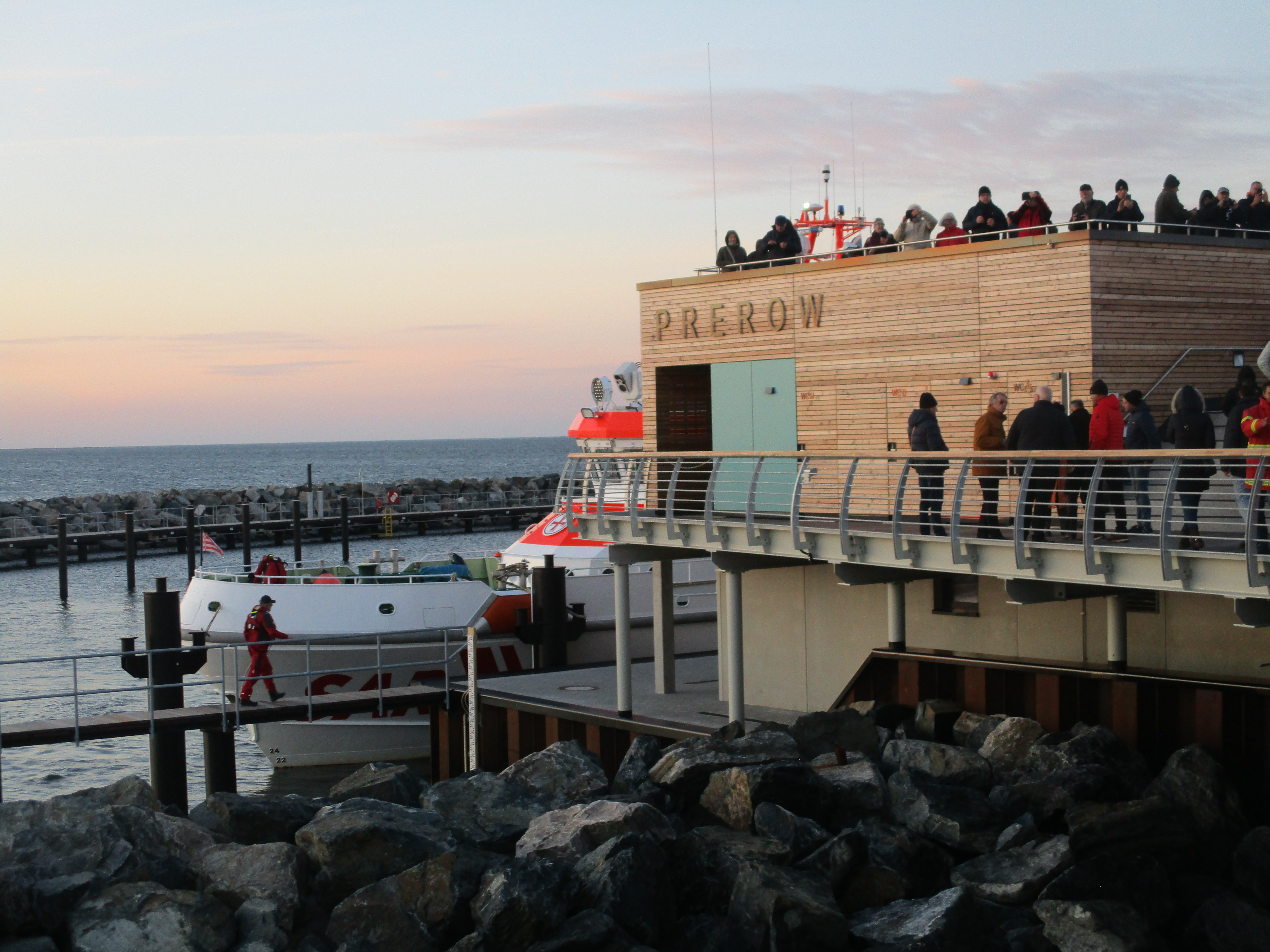
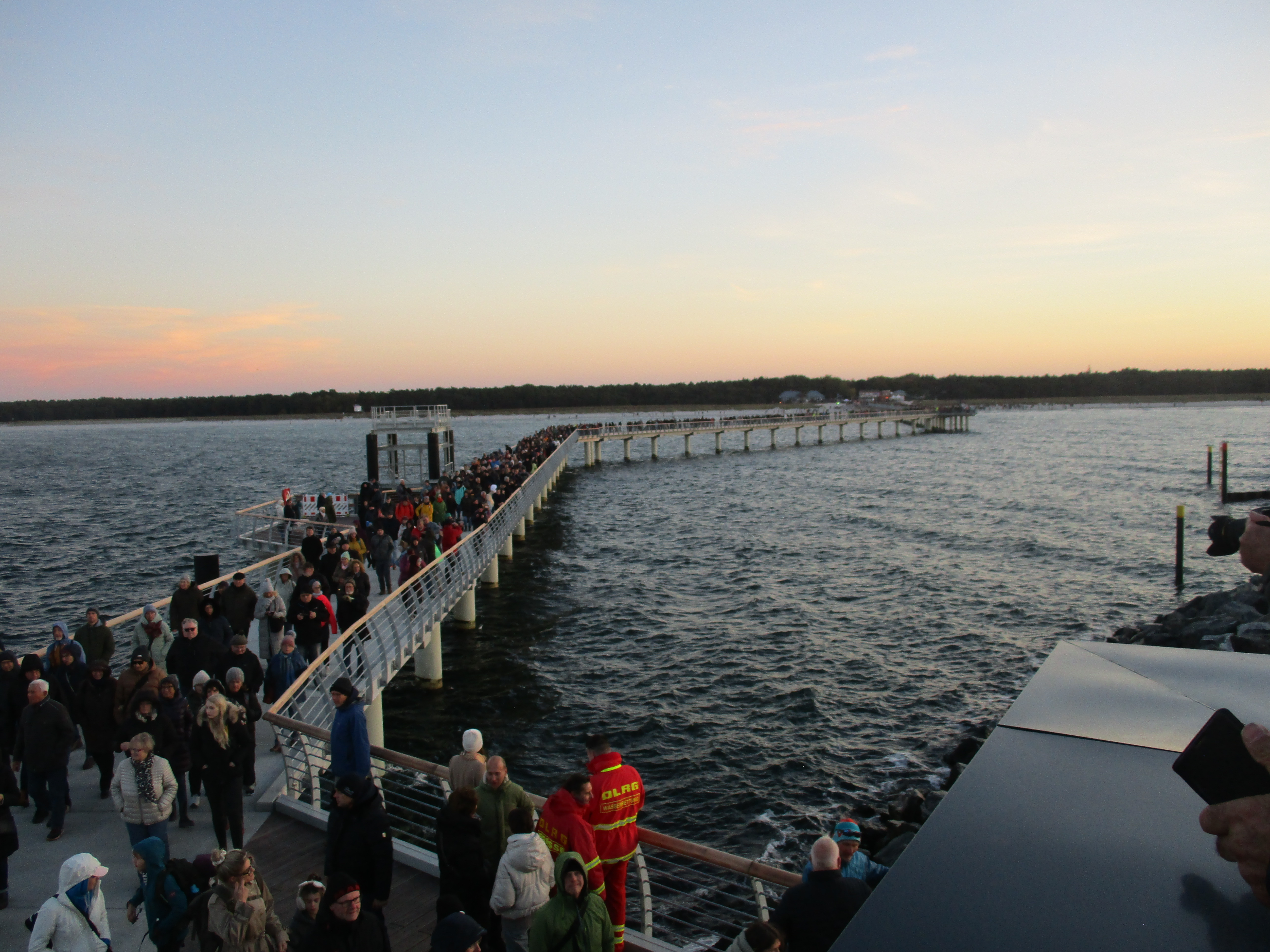

Im Februar 2025 haben bereits mehr als 100.000 Menschen die Seebrücke besucht. Für die Sicherheit und Ordnung der gesamten Anlage ist der Leiter Hafenbetrieb zuständig, der gebürtige Rostocker André Bartels vom Nationalparkamt Vorpommern.
Zukünftig ist auch Fahrgastschiffsverkehr nach Warnemünde und auf die dänische Nachbarinsel Møn vorgesehen.